# 풀빵닷컴
풀빵닷컴은 대한민국의 유머·패러디물 제공 웹사이트이다.

## 연혁
- 2004.03. www.pullbbang.com 사이트 오픈
- 2005.05. 클릭벨(clickbell.com)과 SSO(Single Sign On) 150만 회원달성
- 2005.11. 파란풀빵 서비스 오픈(pullbbang.paran.com)
- 2006.06. '이천수8종세트', '차삼모사' 등 월드컵패러디 지상파방송 3사 소개
- 2007.03. 텔미정보통신(주)에서 분사, 풀빵닷컴(주) 창립
- 2007.03. (주)SK 네트윅스 지분 인수에 대한 양해각서 채결
- 2008.03. 아이플랫폼㈜ 설립
- 2013.07. 제이플랫폼(주) 이관